# Restrepia trichoglossa
Restrepia trichoglossa é uma espécie de orquídea (Orchidaceae) originária dos Andes e América Central.